# Palacio Euskalduna

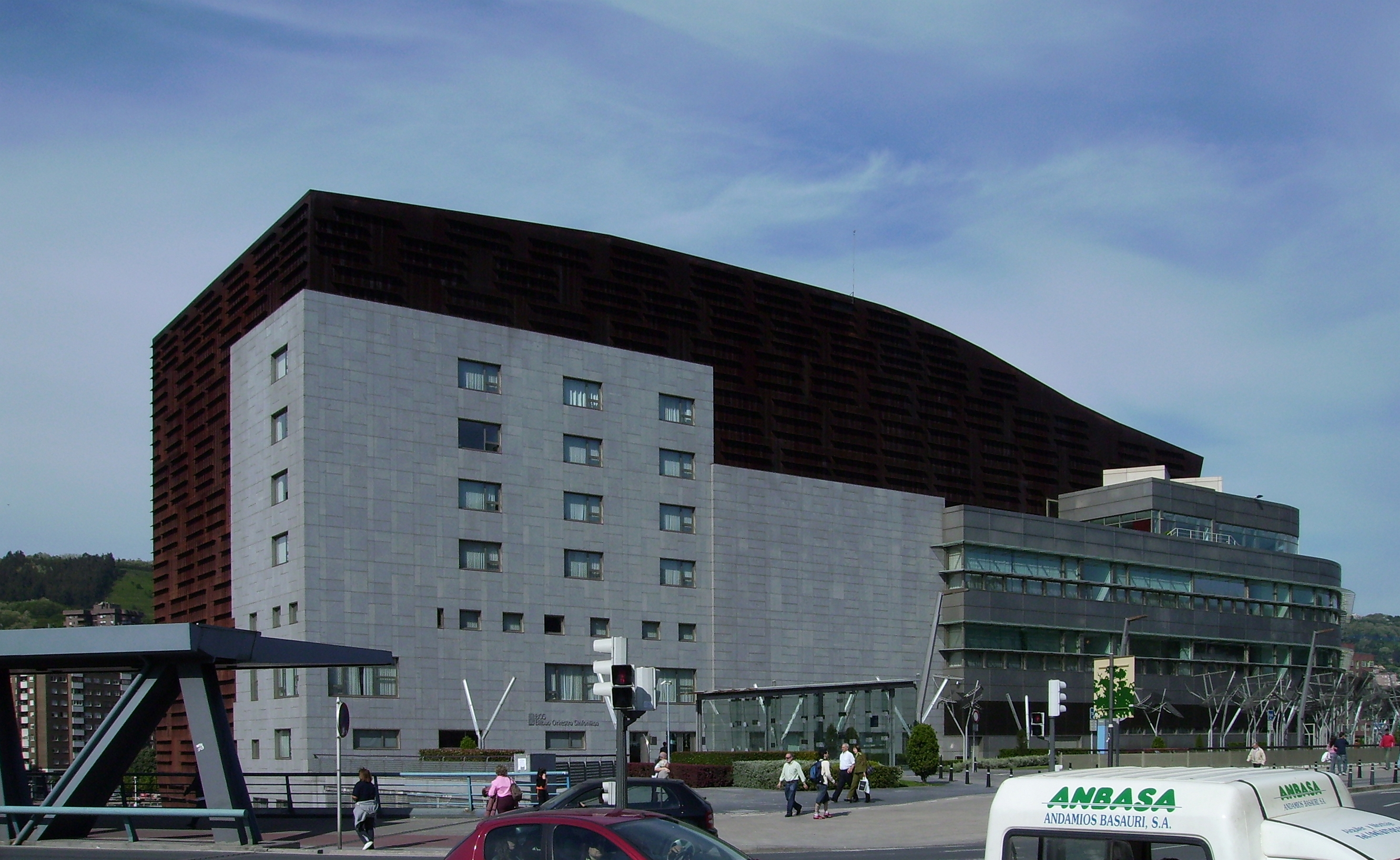
Palacio Euskalduna

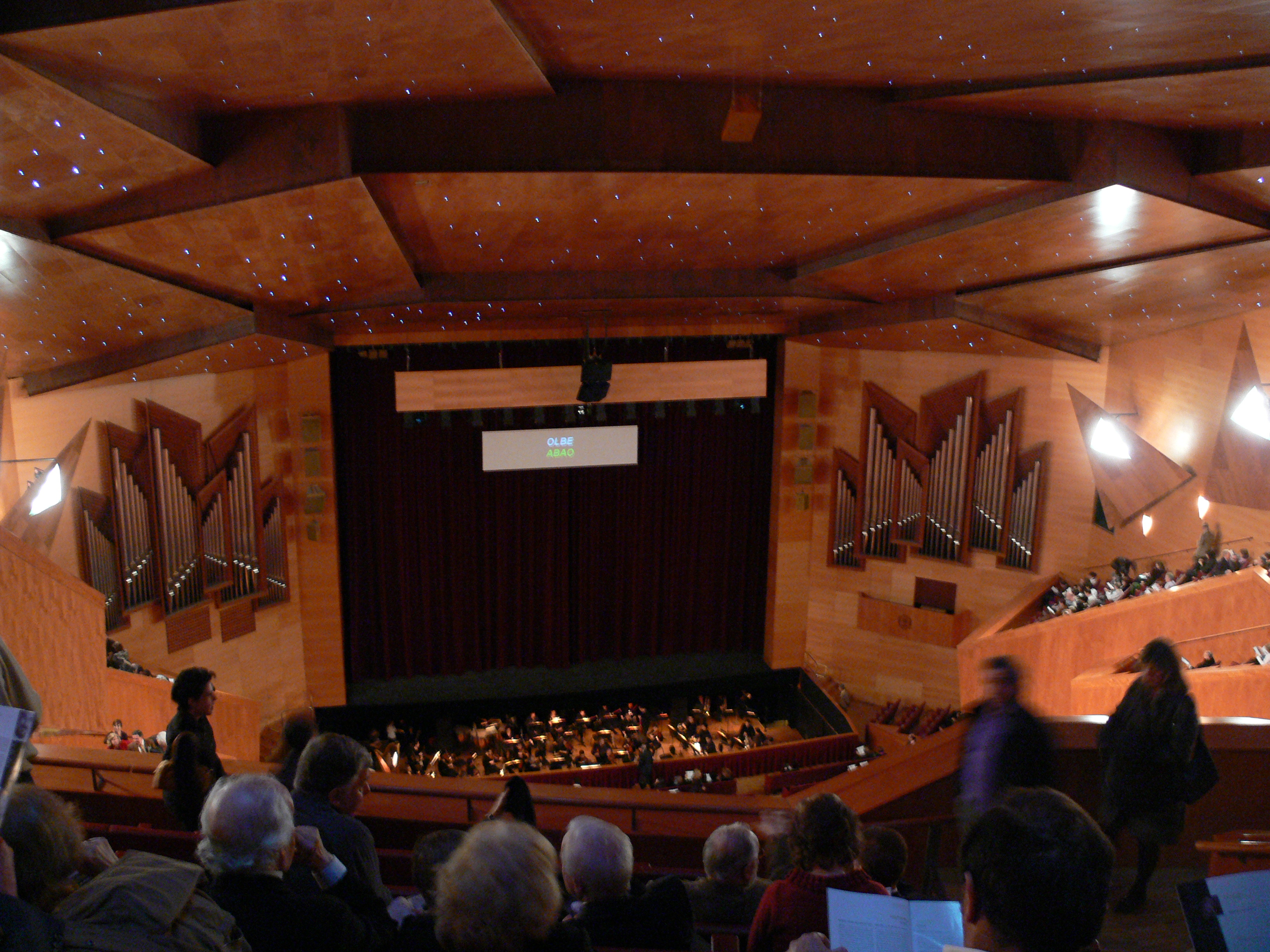
Großer Saal des Palacio Euskalduna

Der Palacio Euskalduna (spanisch, baskisch Euskalduna Jauregia) ist ein Mehrzweckgebäude für Kongress- und Musikveranstaltungen in Bilbao im spanischen Baskenland. Das Gebäude befindet sich direkt an der Ría de Bilbao, an der Stelle, an der sich die ehemalige Euskalduna-Werft befand.
Der Kongresspalast wurde im Februar 1999 eingeweiht und zählt heute neben dem Guggenheim-Museum zu einer der bedeutenden architektonischen Sehenswürdigkeiten der Stadt.
Das Gebäude hat eine Nutzfläche von 53.000 m². In ihm sind ein Hauptsaal mit 2.200 Plätzen und einer Bühnenfläche von 1.700 m² und mehrere kleinere Säle für Aufführungen und Konferenzen, sowie ein Restaurant und eine Cafeteria untergebracht.
Der Palacio Euskalduna ist die Spielstätte und der Sitz des Bilbao Symphony Orchestra ((BOS) Bilbao Orkestra Sinfonikoa). 